# Ataque de Maidan Shar
En el ataque de Maidan Shar en Afganistán, el 21 de enero de 2019, murieron más de 100 soldados de las fuerzas de seguridad nacionales afganas. El ataque fue en la provincia de Vardak.
El ataque comenzó cuando un automóvil cargado de explosivos atravesó un puesto de control militar y aterrizó en el recinto del complejo, donde el vehículo detonó. Después de la explosión, dos hombres armados entraron en la base y abrieron fuego contra los soldados afganos, antes de que los dos fueran derribados. Un alto funcionario del ministerio de defensa afgano dijo que 126 personas murieron en la explosión. Los talibanes se responsabilizaron y declararon que más de 190 personas murieron en el ataque. La Dirección Nacional de Seguridad de Afganistán informó que 36 militares fueron asesinados.

## Reacciones
La oficina del presidente Ashraf Ghani llamó a los atacantes "enemigos del país" y dijo que "mataron e hirieron a varios de nuestros queridos y honrados hijos".
Bahram Ghasemi, un representante del Ministerio de Relaciones Exteriores de Irán, condenó el ataque y expresó simpatía por las familias de las víctimas.
El Primer Ministro de Pakistán, Imran Khan, expresó sus condolencias a las familias afectadas por el ataque.
Recep Tayyip Erdoğan, presidente de Turquía, condenó el ataque y expresó sus condolencias a Ghani.
La Embajada de los Estados Unidos en Afganistán condenó el ataque y dijo que "Estados Unidos apoya al pueblo de Afganistán, que busca un futuro pacífico y el fin de la violencia".